# 東京法律事務所
東京法律事務所（とうきょうほうりつじむしょ）は、日本の法律事務所。

## 概要
東京都千代田区に所在する。
1955年6月1日に弁護士である小島成ー、黒田寿男、増永忍によって「黒田法律事務所」として開設。1967年1月に「小島成一法律事務所」に改称されたのち、1977年に現在の「東京法律事務所」に名称が変更された。
個人の相続・民事再生・離婚・交通事故・労災など各種案件を取り扱うほか、企業や個人に関する顧問弁護士業務を行なう。
事務所全体で日本国憲法第9条を支持している。所内に「東京法律事務所9条の会」という団体を結成し、定期的に映画上映会や著名人の戦争体験等の講演会を行なっている。

## 訴訟扱い例
- B型肝炎訴訟（東京弁護団を担当）
- 中国残留孤児 国家賠償請求訴訟
- すき家労組の団体交渉権訴訟
- ブルームバーグ PIP 解雇事件